# Clare Murray
Clare Murray (født 24. marts 1988) er en australsk håndboldspiller. Hun spiller på Australiens håndboldlandshold, og deltog under VM 2011 i Brasilien.